# STS-41-C
إس تي إس-41-سي (بالإنجليزية: STS-41-C)‏ الرحلة الحادية عشر ضمن برنامج مكوك الفضاء لوكالة ناسا، والرحلة الخامسة لمكوك الفضاء تشالنجر، انطلقت الرحلة في 6 أبريل 1984 من مركز كينيدي للفضاء، وهبطت في 13 أبريل في قاعدة إدواردز الجوية، تم خلال الرحلة صيانة مهمة سولار ماكسيموم التي صممت للتحقق من الظواهر الشمسية والتوهجات الشمسية خلال سنة 1980، حملت الرحلة خمسة رواد الفضاء.

## معرض صور

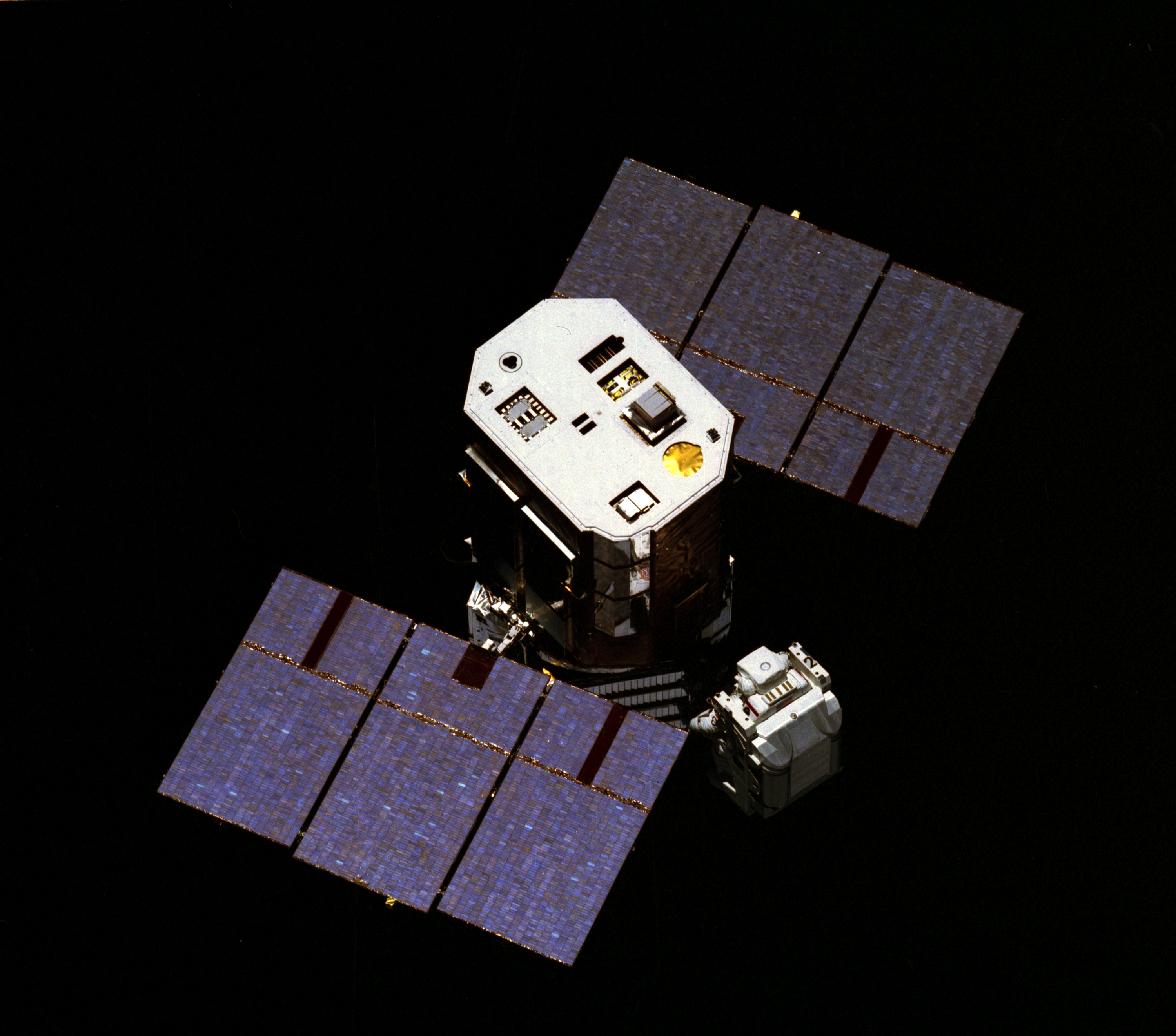
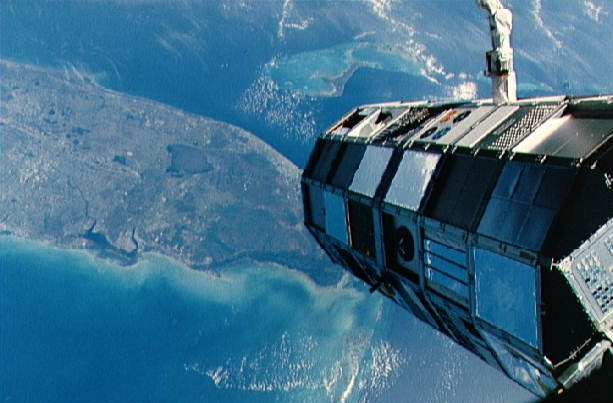
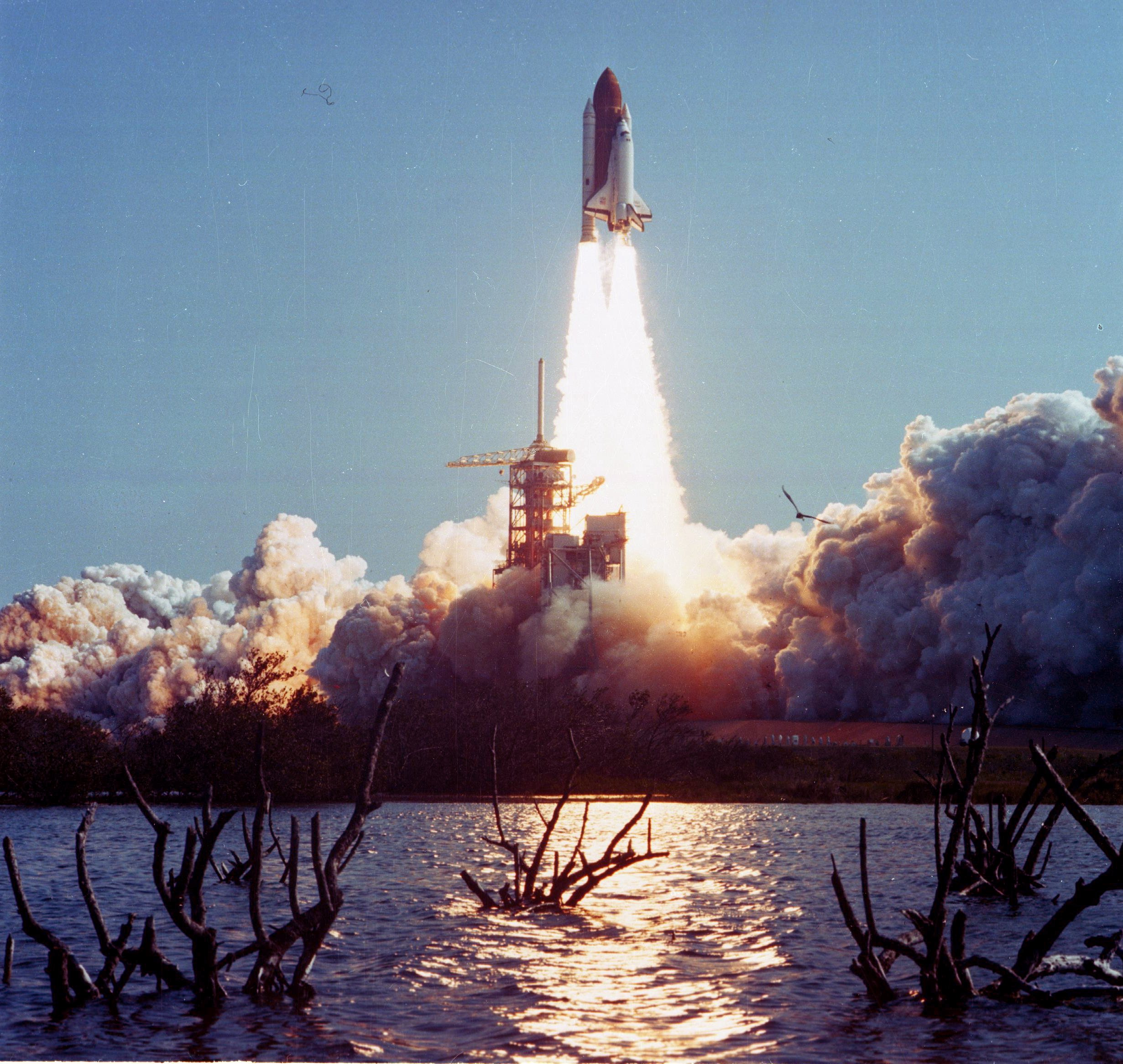
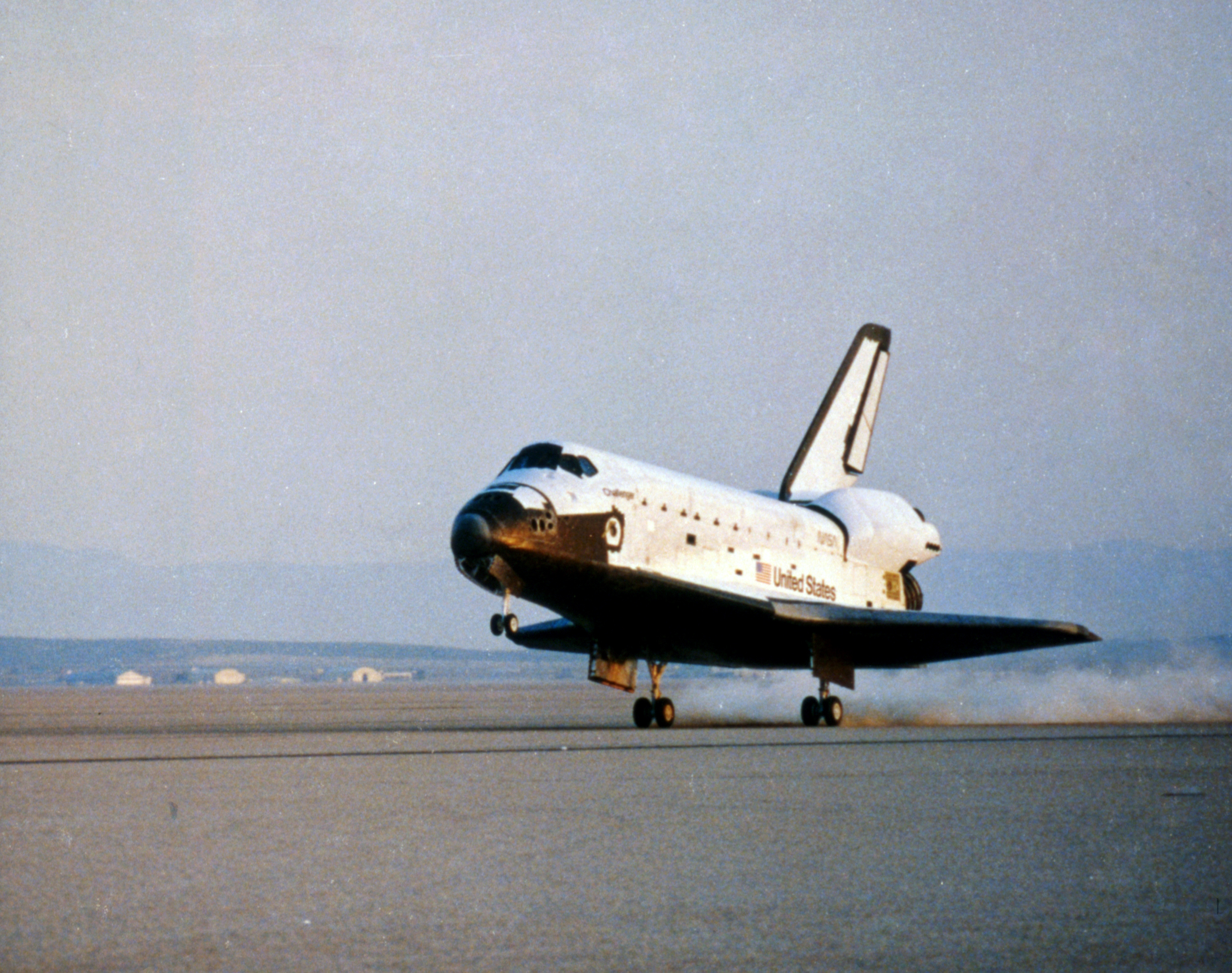